# Graham Dawe
Pour les articles homonymes, voir Dawe.
Pas d'image ? Cliquez ici

a Compétitions nationales et continentales officielles uniquement.

b Matchs officiels uniquement.
Dernière mise à jour le 30 janvier 2025.
Richard Dawe, est né le 4 septembre 1959 à Tavistock (Angleterre). C’est un joueur de rugby à XV, qui a joué avec l'équipe d'Angleterre de 1987 à 1995, évoluant au poste de talonneur. 

## Carrière
Graham Dawe obtient sa première cape internationale le 7 février 1987, à l'occasion d'un match contre l'équipe d'Irlande. Il dispute les trois premiers matchs du tournoi avant qu'un redoutable concurrent ne lui prenne la place de titulaire pour le quatrième match du tournoi contre l'Écosse : Brian Moore. Ce dernier jouera avec l'équipe d'Angleterre de 1987 à 1995, ne laissant que les miettes à Graham Dawe : 29 places sur le banc sans entrer — y compris lors de la tournée 1988 en Australie et aux Fidji — et deux matchs comme titulaire pour la Coupe du monde 1987 (contre les États-Unis) et lors de la Coupe du monde 1995 (contre les Samoa).

## Palmarès
- 5 sélections avec l'équipe d'Angleterre
- Sélections par année : 4 en 1987, 1 en 1995
- Tournois des Cinq Nations disputés : 1987